# You Keep Me Hangin' On
«You Keep Me Hangin' On» (en español: «Me tienes colgado») es una canción de la banda The Supremes, fue lanzada el 12 de octubre de 1966.

## Historia
Fue escrito por y producido por Motown's junto Holland-Dozier-Holland.
La canción es uno de los temas más frecuentemente versionados en el canon Supremes. Se realizó la canción en el programa de variedades de ABC The Hollywood Palace el sábado 29 de octubre de 1966.
"You Keep Me Hangin 'On" fue el primer sencillo del álbum de 1967 titulado The Supremes Sing Holland–Dozier–Holland. La versión original fue la # 339 en la revista Rolling Stone Los 500 mejores canciones de todos los tiempos.

## Banda
- voz principal -Diana Ross
- coros - Florence Ballard y Mary Wilson
- Instrumentos por The Funk Brothers

## Posicionamiento
| Listas                           | Posición |
| -------------------------------- | -------- |
| U.S. Billboard Hot 100           | 1        |
| U.S. Billboard R&B Singles Chart | 1        |
| UK Singles Chart                 | 8        |

| Predecesor: "Poor Side of Town" por Johnny Rivers | Billboard Hot 100 sencillos número uno (Supremes version) 19 de noviembre de 1966                                              | Sucesor: "Winchester Cathedral" por The New Vaudeville Band |
| Predecesor: "Knock on Wood" por Freddie Jackson   | Billboard Hot R&B Singles number-one single (The Supremes version) 26 de noviembre de 1966-17 de diciembre de 1966 (4 semanas) | Sucesor: "(I Know) I'm Losing You" por The Temptations      |